# Немеричское сельское поселение
Немеричское сельское поселение — муниципальное образование в северо-западной части Дятьковского района Брянской области. Центр — село Немеричи.
Образовано в результате проведения муниципальной реформы в 2005 году, путём преобразования дореформенного Немеричского сельсовета.

## Население
| 2010 | 2011 | 2012 | 2013 | 2014 | 2015 | 2016 | 2017 | 2018 |
| ---- | ---- | ---- | ---- | ---- | ---- | ---- | ---- | ---- |
| 674  | ↗682 | ↗736 | ↗848 | ↗905 | ↘844 | ↘823 | ↘749 | ↘716 |
| 2019 | 2020 | 2021 |      |      |      |      |      |      |
| ↘693 | ↘681 | ↗946 |      |      |      |      |      |      |

## Населённые пункты
| № | Населённый пункт | Тип     | Население |
| - | ---------------- | ------- | --------- |
| 1 | Ивочкины Дворы   | деревня | →0        |
| 2 | Немеричи         | село    | ↗848      |